# 山本唯次

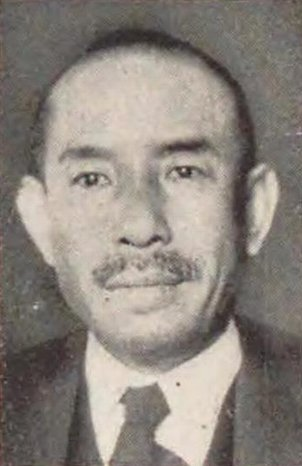
山本唯次

山本 唯次（やまもと ただじ、1881年（明治14年）5月4日 - 1934年（昭和9年）1月31日）は、日本の衆議院議員（立憲政友会）。弁護士。

## 経歴
兵庫県印南郡大塩村（現在の姫路市）出身。1907年（明治40年）に東京帝国大学法科大学独法科を卒業し、一年志願兵として三等主計に任じられた。台湾銀行に入社し、台北支店、上海支店に勤務した。1918年（大正7年）より弁護士を開業した。また東洋拓殖の傍系事業として、日中合弁事業設立に従事した。
1928年（昭和3年）、第16回衆議院議員総選挙に出馬し、当選を果たした。